# باشگاه فوتبال تاج تهران در فصل ۳۷–۱۳۳۶
باشگاه فوتبال تاج تهران در فصل ۳۷-۱۳۳۶ این فصل، دوازدهمین فصل حضور تیم تاج، که امروزه با نام استقلال شناخته می‌شود در فوتبال ایران بود. تاج در این فصل در جام باشگاه‌های تهران ، جام چهارجانبه تهران و  چند دیدار دوستانه شرکت کرد. ضمن اینکه تاج به عنوان قهرمان سال ۱۳۳۵ تهران، به عنوان نماینده تهران در  جام قهرمانی فوتبال ایران ۱۳۳۶  شرکت کرد و به مقام قهرمانی دست یافت.

## پیش زمینه
این فصل، با کسب عناوین قهرمانی مسابقات کشوری و جام باشگاه‌های تهران و عنوان دومی جام حذفی تهران برای تیم تاج تهران همراه بود. پرگل‎ترین برد تاریخ باشگاه هم در این سال با برتری ۱۸–۰ برابر تیم داریوش به دست آمد.

## مرور فصل

### جام باشگاه‌های تهران
مسابقات حذفی در این سال با حضور ۱۸ تیم انجام شد که با قهرمانی تیم تاج تهران به پایان رسید. دور اول بازیها در بهار انجام شد و بعد از چند ماه وقفه دور نهایی بازیها از اول شهریور بین چهار تیم تاج، دارایی، تهران‌جوان، سپه انجام شد که تیم تاج در هر سه بازی دور نهایی برنده از زمین خارج شد و عنوان قهرمانی را کسب نمود.

### جام حذفی تهران
مسابقات این فصل نیز مانند سال گذشته به صورت دوحذفی برگزار شد؛ تیم تاج تهران و تیم شاهین تهران مانند سال پیش به فینال رسیدند اما فینال مسابقات به بهار ۱۳۳۷ موکول شد. این بازی به تساوی رسید و دیدار تکراری دو تیم به علت برگزاری بازی‎های آسیایی به تعویق افتاد. نهایتاً تیم شاهین تهران در پاییز سال ۱۳۳۷ تیم تاج تهران را در یک فینال پر تماشاگر شکست داد و به عنوان قهرمانی دست یافت.

### مسابقات قهرمانی کشور
در آن زمان رقابت‎های قهرمانی کشور به صورت استانی برگزار می‎شد. در این سال تیم تاج تهران که عنوان قهرمانی تهران در سال گذشته را در اختیار داشت، به عنوان نماینده تهران در بازی‎ها
شرکت کرد و توانست عنوان نخست را به دست آورد. بازیها در دو گروه برگزار شد که تیم تاج (نماینده استان تهران) با تیمهای  شاهین(جم) آبادان ،  شاهین رضائیه ،شاهین اصفهان ،  جم کرمانشاه ،    تاج( استقلال) اهواز  در گروه اول قرار داشتند و تیمهای کلنی مموریال تبریز ، راه کرمان ، ایرانجوان بوشهر برق شیراز آریا مشهد ، ویشتاسب ساری  هم در گروه دوم قرار داشتند. که دو تیم تاج از گروه اول  و تیم کلنی مموریال تبریز از گروه دوم به بازی فینال راه یافتند که تیم تاج با برتری ۳ بر صفر در بازی فینال عنوان قهرمانی را کسب کرد.

## فهرست بازیکنان
بازیکنانی که در این سال برای تیم تاج به میدان رفتند عبارت بودند از: محمد بیاتی، منوچهر طیورچی، یراوند آساطوریان، هدایت‎ا‎الله پیوندی، داود ارغوانی، نمرود استواری، عارف قلی‌زاده، رضا زمینی، محمد رنجبر، علی سیادت، ایرج حاتم، ناصر رضاقلی، گارنیک مهرابیان، ژرژ مارکاریان، پرویز علی‎زاده، ایرج عرفان، کامبیز جمالی، بیوک جدیکار، محمود بیاتی، پرویز کوزه‎کنانی، نادر افشارعلوی، فتح‎الله حسن‎بیگی

## مسابقات

### جام باشگاه‌های تهران
جام باشگاههای تهران در این سال با حضور ۱۸ تیم انجام شد که از نتایج دور مقدماتی تیم تاج اطلاعات دقیقی موجود نیست. و این سه بازی دور نهایی بازی‌ها را شامل می‌شود که با قهرمانی تیم تاج به پایان رسید.
| ۱ شهریور ۱۳۳۶ ۱ | تاج تهران | ۱۱ – ۱ | سپه تهران | تهران                 |
|                 |           |        |           | ورزشگاه: امجدیه تهران |

| ۷ شهریور ۱۳۳۶ (احتمالی) ۲ | تاج تهران | ۲ – ۱ | تهرانجوان | تهران                 |
|                           |           |       |           | ورزشگاه: امجدیه تهران |

| ۱۱ شهریور ۱۳۳۶ ۳ | تاج تهران                                 | ۵ – ۲ | دارایی تهران          | تهران                                   |
|                  | جدیکار ۱۰'، ۶۵'، ۸۰' · رضاقلی ۱۳' · افشار |       | حیدری ۴' · لیاقتی ۸۸' | ورزشگاه: امجدیه تهران داور: اصغر تهرانی |

### جام دوحذفی تهران
منبع
| ۲۱ آذر ۱۳۳۶ ۱ | تاج تهران | ۱ – ۰ | سپه تهران | تهران                            |
|               |           |       |           | ورزشگاه: امجدیه تهران داور: راضی |

| ۶ دی ۱۳۳۶ ۲ | تاج تهران | ۱۸ – ۰ | داریوش تهران | تهران                            |
|             |           |        |              | ورزشگاه: امجدیه تهران داور: فکری |

| ۲۰ دی ۱۳۳۶ ۳ | تاج تهران | ۱ – ۱ | کیان تهران | تهران                             |
|              |           |       |            | ورزشگاه: امجدیه تهران داور: بیاتی |

| ۲۷ دی ۱۳۳۶ ۴ | تاج تهران | ۱ – ۱ | پولاد تهران | تهران                            |
|              |           |       |             | ورزشگاه: امجدیه تهران داور: راضی |

| ۴ بهمن ۱۳۳۶ ۵ | تاج تهران | ۱ – ۰ | شعاع تهران | تهران                                |
|               |           |       |            | ورزشگاه: امجدیه تهران داور: مسعودنیا |

| ۱۸ بهمن ۱۳۳۶ ۶ | تاج تهران        | ۲ – ۲ | دارایی تهران        | تهران                         |
|                | مارکاریان · حاتم |       | حاجی نصرالله · اخوی | ورزشگاه: امجدیه تهران داور: ؟ |

| ۵ اردیبهشت ۱۳۳۷ ۷ | تاج تهران     | ۱ – ۱ | شاهین تهران | تهران                             |
|                   | کوزه‌کنانی ۳۵' |       | برومند ۸۵'  | ورزشگاه: امجدیه تهران داور: رهبری |

| ۱۲ اردیبهشت ۱۳۳۷ (تاریخ احتمالی) ۷ | تاج تهران     | ۳ – ۲ (نیمه تمام) | شاهین تهران | تهران                             |
| | کوزه‌کنانی ۳۵' |                   | برومند ۸۵'  | ورزشگاه: امجدیه تهران داور: رهبری |
| یادداشت: این بازی که تا دقایق پایانی به سود تیم تاج در جریان بود که اصغر تهرانی داور مسابقه به دلیل تاریکی هوا بازی را قطع کرد. تاجی‌ها هم که خود را قهرمان میدانستند، جام را از روی میز جوایز ربودند و با خود از امجدیه بیرون بردند. سپس هواداران دو تیم در بیرون امجدیه با یکدیگر درگیر شدند. سرانجام کار به اخذ استعلام از فیفا کشیده شد كه با رأی فیفا، مسابقه تکرار شد و تیم شاهین در تاریخ ۱۶ آبان در بازی تکراری با نتیجه ۲ بر ۰ برنده شد و عنوان قهرمان جام حذفی را کسب کرد. |               |                   |             |                                   |

| ۱۶ آبان ۱۳۳۷ ۸ | تاج تهران | ۰ – ۲ | شاهین تهران                        | تهران                                   |
|                |           |       | برومند ۳۴' · رضاقلی ۶۴' (گل‌به‌خودی) | ورزشگاه: امجدیه تهران داور: اصغر تهرانی |

### مسابقات قهرمانی کشور
تیم تاج به عنوان نماینده تهران در این دوره از فوتبال قهرمانی کشور شرکت کرد و با پنج پیروزی و یک تساوی عنوان قهرمانی این دوره را برای تهران کسب کرد
| ۱۹ شهریور ۱۳۳۶ ۱ | تاج تهران                                                                     | ۹ – ۱ | نماینده اهواز | اصفهان                                     |
|                  | مهرابیان ۷' · کوزه‎کنانی ۱۵'، ۲۶'، ۶۲' · افشار ۱۹'، ۴۲'، ۹۰' · رضاقلی ۳۳'، ۵۵' |       | بختیاری ۷۷'   | ورزشگاه: باغ همایون داور: فیلسوف از اصفهان |

| ۲۱ شهریور ۱۳۳۶ ۲ | تاج تهران         | ۲ – ۰ | شاهین اصفهان | اصفهان                                |
|                  | افشار · کوزه‎کنانی |       |              | ورزشگاه: باغ همایون داور: اصغر تهرانی |

| ۲۴ شهریور ۱۳۳۶ ۳ | تاج تهران                    | ۳ – ۳ | نماینده آبادان             | اصفهان                                |
|                  | افشار ۴۶'، ۶۷' · علی‎زاده ۶۵' |       | دهداری ۹'، ۱۶' · هاتفی ۵۵' | ورزشگاه: باغ همایون داور: اصغر تهرانی |

| ۲۶ شهریور ۱۳۳۶ (احتمالی) ۴ | تاج تهران                            | ۹ – ۰ | نماینده کرمانشاه | اصفهان              |
|                            | کوزه‎کنانی · افشار · علی‎زاده · رضاقلی |       |                  | ورزشگاه: باغ همایون |

| ۲۸ شهریور ۱۳۳۶ (احتمالی) ۵ | تاج تهران                            | ۷ – ۰ | نماینده رضاییه | اصفهان              |
|                            | مهرابیان · کوزه‎کنانی · عرفان · جمالی |       |                | ورزشگاه: باغ همایون |

بازی نیمه‌نهایی
| ۲۹ شهریور ۱۳۳۶ نیمه‌نهایی | تاج تهران            | ۲ – ۰ | نماینده شیراز | اصفهان              |
|                          | مهرابیان · کوزه‎کنانی |       |               | ورزشگاه: باغ همایون |

بازی فینال
| ۳۰ شهریور ۱۳۳۶ فینال | تاج تهران       | ۳ – ۰ | نماینده تبریز | اصفهان              |
|                      | افشار · علی‌زاده |       |               | ورزشگاه: باغ همایون |

### بازی‌های دوستانه

ترکیب تاج در بازی دوستانه در برابر ارتش قفقاز در خرداد ۱۳۳۶

منبع
| ۲۰ فروردین ۱۳۳۶ دوستانه ۱ | تاج تهران                       | ۲ – ۲ | نفتچی آذربایجان | تهران                 |
|                           | افشار ۳۵' · جدیکار ۷۰' (پنالتی) |       |                 | ورزشگاه: امجدیه تهران |

| ۱۳ اردیبهشت ۱۳۳۶ دوستانه ۲ | تاج تهران | ۰ – ۰ | اسپارتاک ارمنستان | تهران                                  |
| ۱۶:۲۵                      |           |       |                   | ورزشگاه: امجدیه تهران تماشاگران: ۲۰۰۰۰ |

| ۳۱ اردیبهشت ۱۳۳۶ دوستانه ۳ | تاج تهران                            | ۴ – ۴ | دمیر اسپورت ترکیه | تهران                 |
|                            | جدیکار ۱۲'، ۳۰' · کوزه‎‌کنانی ۴۰'، ۷۱' |       |                   | ورزشگاه: امجدیه تهران |

| ۱۳۳۶ دوستانه ۵ | تاج تهران | ۴ – ۳ | تاج بحرین | منامه |

| ۱۱ مرداد ۱۳۳۶ دوستانه ۶ | تاج تهران | ۱ – ۵ | نفتچی آذربایجان | باکو |

| ۲۳ اسفند ۱۳۳۶ دوستانه ۷ | تاج تهران         | ۲ – ۰ | الریاضی | تهران |
|                         | افشار ۲۰' · بیاتی |       |         |       |

## سایر ورزشها
- در مسابقات بسکتبال باشگاه‎های تهران، تیم تاج عنوان قهرمانی را کسب نمود.
- در مسابقات والیبال باشگاه‎های تهران، تیم تاج عنوان قهرمانی را کسب نمود.
- در مسابقات دو و میدانی باشگاه‎های تهران، تیم تاج عنوان قهرمانی را کسب نمود.
- تیم وزنه‎برداری تاج عنوان نخست رقابت های قهرمانی باشگاه‎های تهران را به دست آورد.
- در مسابقات ژیمناستیک قهرمانی باشگاه‌های تهران تیم تاج عنوان قهرمانی را کسب نمود.
- در مسابقات کشتی قهرمانی باشگاه‌های تهران تیم تاج به عنوان دومی دست یافت.
- در مسابقات تنیس روی میز باشگاه‌های تهران تیم تاج به مقام دومی این دوره از مسابقات دست یافت.

منبع

## نگارخانه

بازیکنان تاج قهرمان جام باشگاه‌ها و نماینده تهران در مسابقات قهرمانی سال ۱۳۳۶
بازیکنان تاج و جام قهرمانی مسابقات قهرمانی کشور ۱۳۳۶
ترکیب اصلی تاج در خرداد ۱۳۳۶
علی دانایی‌فرد، پرویز خسروانی و سایر بازیکنان تاج تهران پس از قهرمانی در مسابقات قهرمانی سراسری سال ۱۳۳۶